# Frankliniella
Frankliniella är ett släkte av insekter som beskrevs av Heinrich Hugo Karny 1910. Frankliniella ingår i familjen smaltripsar.

## Bildgalleri

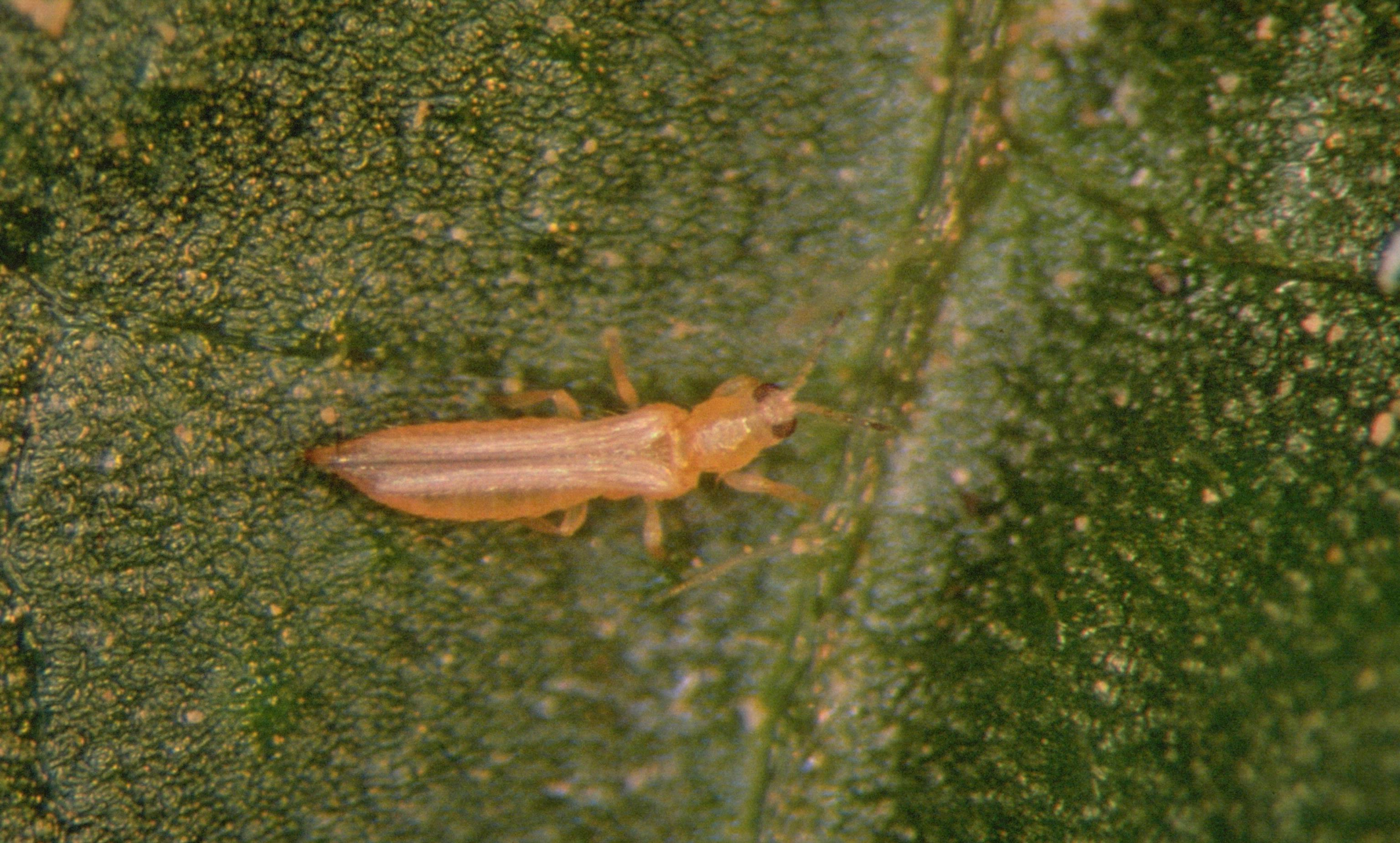
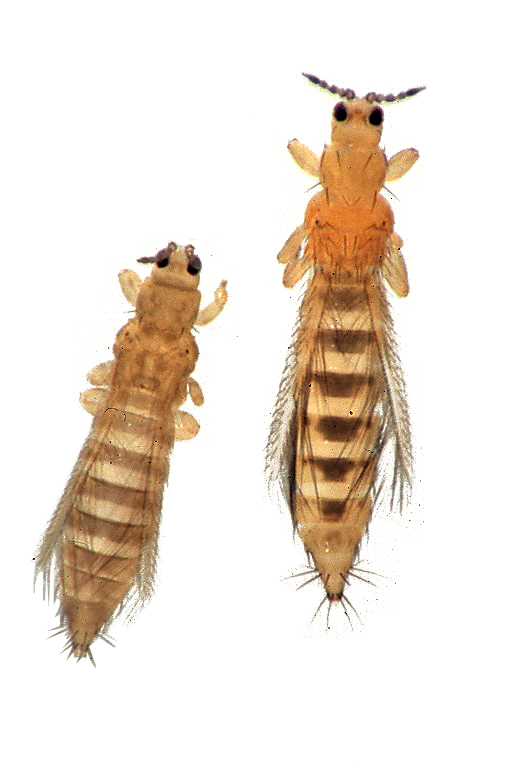

## Dottertaxa tillFrankliniella, i alfabetisk ordning[1][2]
- Frankliniella abnormis
- Frankliniella achaeta
- Frankliniella andrei
- Frankliniella aurea
- Frankliniella bondari
- Frankliniella borinquen
- Frankliniella breviseta
- Frankliniella bruneri
- Frankliniella caudiseta
- Frankliniella cephalica
- Frankliniella citripes
- Frankliniella davidsoni
- Frankliniella deserticola
- Frankliniella ewarti
- Frankliniella exigua
- Frankliniella fulvipennis
- Frankliniella fusca
- Frankliniella fuscicauda
- Frankliniella genuina
- Frankliniella georgiensis
- Frankliniella gossypiana
- Frankliniella hawksworthi
- Frankliniella hemerocallis
- Frankliniella inornata
- Frankliniella insignis
- Frankliniella insularis
- Frankliniella intonsa
- Frankliniella invasor
- Frankliniella kelliae
- Frankliniella minuta
- Frankliniella obscura
- Frankliniella occidentalis
- Frankliniella pallida
- Frankliniella panamensis
- Frankliniella pontederiae
- Frankliniella runneri
- Frankliniella salviae
- Frankliniella schultzei
- Frankliniella solidaginis
- Frankliniella stylosa
- Frankliniella tenuicornis
- Frankliniella terminalis
- Frankliniella tritici
- Frankliniella tuttlei
- Frankliniella umbrosa
- Frankliniella unicolor
- Frankliniella vaccinii
- Frankliniella welaka
- Frankliniella williamsi
- Frankliniella yuccae